# Dischidia merrillii

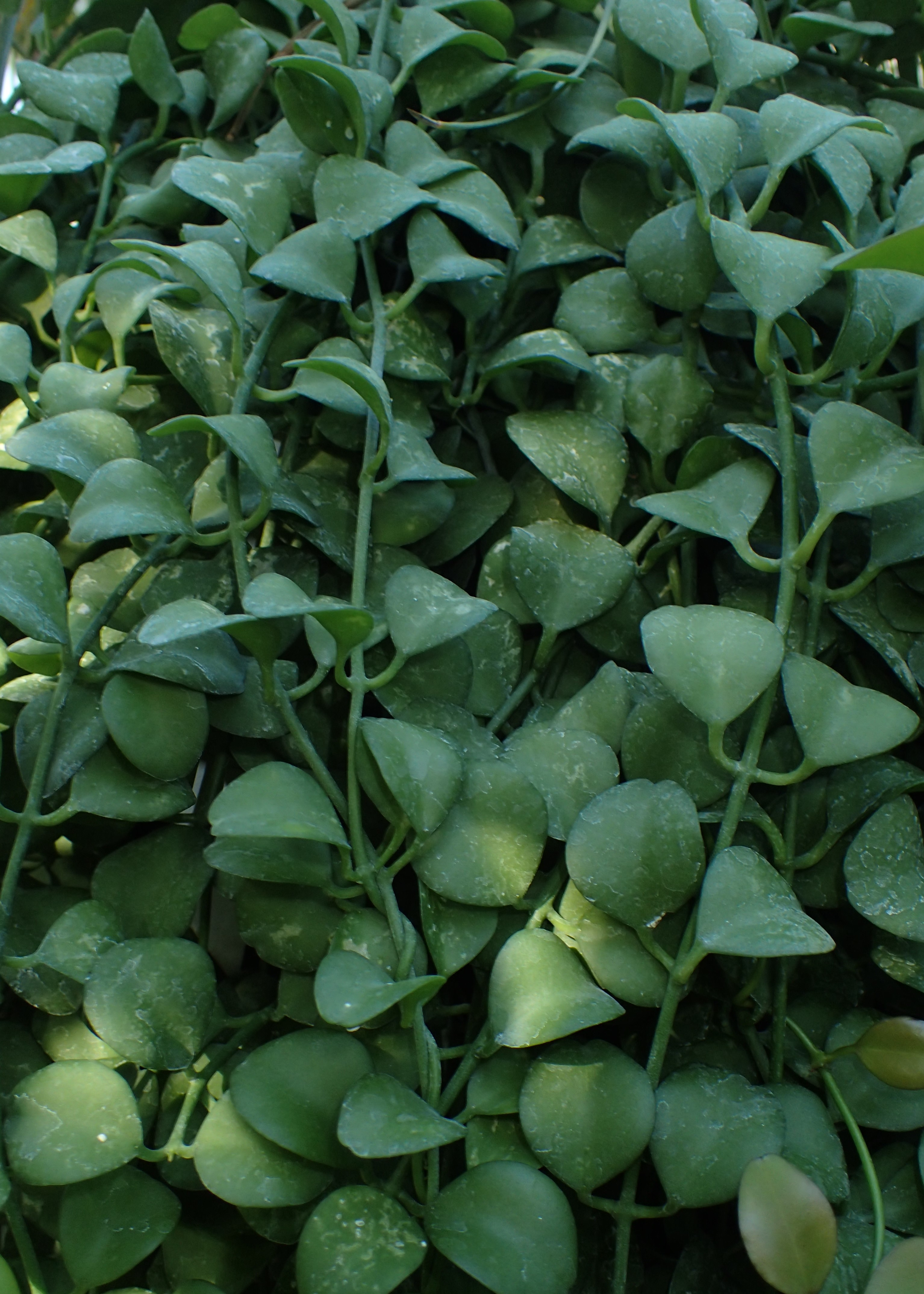
Botaniska trädgården i Krakow

Dischidia merrillii är en oleanderväxtart som beskrevs av Rudolf Schlechter. Dischidia merrillii ingår i släktet Dischidia och familjen oleanderväxter. Inga underarter finns listade i Catalogue of Life.